# Северо-Енисейск (аэропорт)
Северо-Енисейск — аэропорт на западе от центра поселка Северо-Енисейский (Красноярский край). Аэродром Северо-Енисейск — класса «Е».

## Показатели деятельности
| год             | 2014 | 2015 | 2016 | 2017 |
| тыс. пассажиров | 17,1 | 17,9 | 22,2 | 24,5 |
| Источники:      |      |      |      |      |

## Ближайшие аэропорты в других городах
- Ярцево (156 км)
- Подкаменная Тунгуска (212 км)
- Енисейск (218 км)
- Байкит (232 км)
- Мотыгино (262 км)
- Богучаны (337 км)
- Кодинск (404 км)
- Красноярск (469 км)
- Ачинск  (479 км)